# Diploschistes
Diploschistes Norman (słojecznica) – rodzaj grzybów z rodziny literakowatych (Graphidaceae)_. Ze względu na współżycie z glonami zaliczany jest do grupy porostów.

## Systematyka i nazewnictwo
Pozycja w klasyfikacji według Index Fungorum: Graphidaceae, Ostropales, Ostropomycetidae, Lecanoromycetes, Pezizomycotina, Ascomycota, Fungi.
Synonimy nazwy naukowej: Diploschistomyces Werner,  Gyalecta Eaton,  Lagerheimina Kuntze,  
Lectularia Stirt.,  Patellaria Hoffm.,  
Polyschistes J. Steiner,  Protoschistes M. Choisy,  Urceolaria Ach., Methodus,  Urceolariomyces Cif. & Tomas.
Nazwa polska według W. Fałtynowicza.

## Gatunki występujące w Polsce
- Diploschistes euganeus (A. Massal.) Zahlbr. 1892 – słojecznica zamknięta
- Diploschistes gypsaceus (Ach.) Zahlbr. 1892 – słojecznica kredowa
- Diploschistes muscorum (Scop.) R. Sant. 1980 – słojecznica mchowa
- Diploschistes scruposus (Schreb.) Norman 1853 – słojecznica pospolita

Nazwy naukowe na podstawie Index Fungorum. Nazwy polskie według checklist W. Fałtynowicza.